# Едмінас Багдонас
Едмінас Багдонас (лит. Edminas Bagdonas; нар. 23 жовтня 1963 року, Каунас — пом. 22 травня 2021 року, Вільнюс) — литовський політичний діяч, дипломат.

## Біографія
1986 року закінчив Київський національний університет імені Тараса Шевченка.
1991—1992 — референт бюро зі зовнішніх зв'язків Сейму Литовської Республіки.
1992—1993 роки — директор департаменту міжпарламентських зв'язків Сейму Литовської Республіки.
1994—1997 роки — консул Посольства Литовської Республіки в Україні.
1997—1998 роки — заступник директора департаменту державного і дипломатичного протоколу МЗС Литовської Республіки.
1998—2001 роки — директор департаменту державного і дипломатичного протоколу МЗС Литовської Республіки.
2001—2004 роки — Надзвичайний і повноважний посол Литовської Республіки в Республіці Італія, за сумісництвом в Сербії і Чорногорії, Швейцарської Конфедерації, Республіці Мальта.
2004—2006 роки — радник Президента Литовської Республіки, керівник групи зовнішньої політики, координатор групи радників Президента Литовської Республіки, керівник Консультаційного Комітету Президентів Литви — Польщі.
2006—2007 — посол з особливих доручень департаменту Східної Європи і Середньої Азії МЗС Литовської Республіки.
12 січня 2007 року — декретом президента Литви Валдаса Адамкуса призначений надзвичайним і повноважним послом Литовської Республіки в Республіці Білорусь.
1 лютого 2007 прибув до Мінська. 13 лютого вручив вірчі грамоти президенту Республіки Білорусь О. Лукашенку. 2012 року залишив пост посла.
З 2014 року й до смерті був Надзвичайним і повноважним послом Литовської Республіки в Ізраїлі.

## Нагороди
- Командор ордена «За заслуги перед Литвою» (19 лютого 2003 року)[6].

- Медаль пам'яті 13 січня (8 січня 2003 року)[7].

- Пам'ятний знак з нагоди запрошення Литви вступити в НАТО (2003)[8].

Державні нагороди Польщі, Латвії, Естонії, Норвегії, Греції, Бельгії, України, Мальтійського ордена, Іспанії, а саме:
- Орден «За заслуги» II ступеня (Україна; 5 листопада 1998)[9].

- Орден Хреста землі Марії II ступеня (Естонія, 30 вересня 2004 року)[10].

- Кавалер Великого хреста ордена Громадянських заслуг (Іспанія).

- Офіцер ордена «За заслуги перед Польщею» (Польща, 9 квітня 1999 року)[11].

## Особисте життя
Одружений. Батько двох дітей. Володів чеською, польською, словацькою, сербсько-хорватською, українською, російською, англійською та італійською, однак після призначення послом у Білорусі опанував і білоруську.